# Église Santi Giovanni e Teresa
L'église Santi Giovanni e Teresa est une église baroque du centre historique de Naples, située dans le quartier de Chiaia. L'église est consacrée à saint Jean de la Croix et à sainte Thérèse et dépend de l'archidiocèse de Naples.

## Histoire

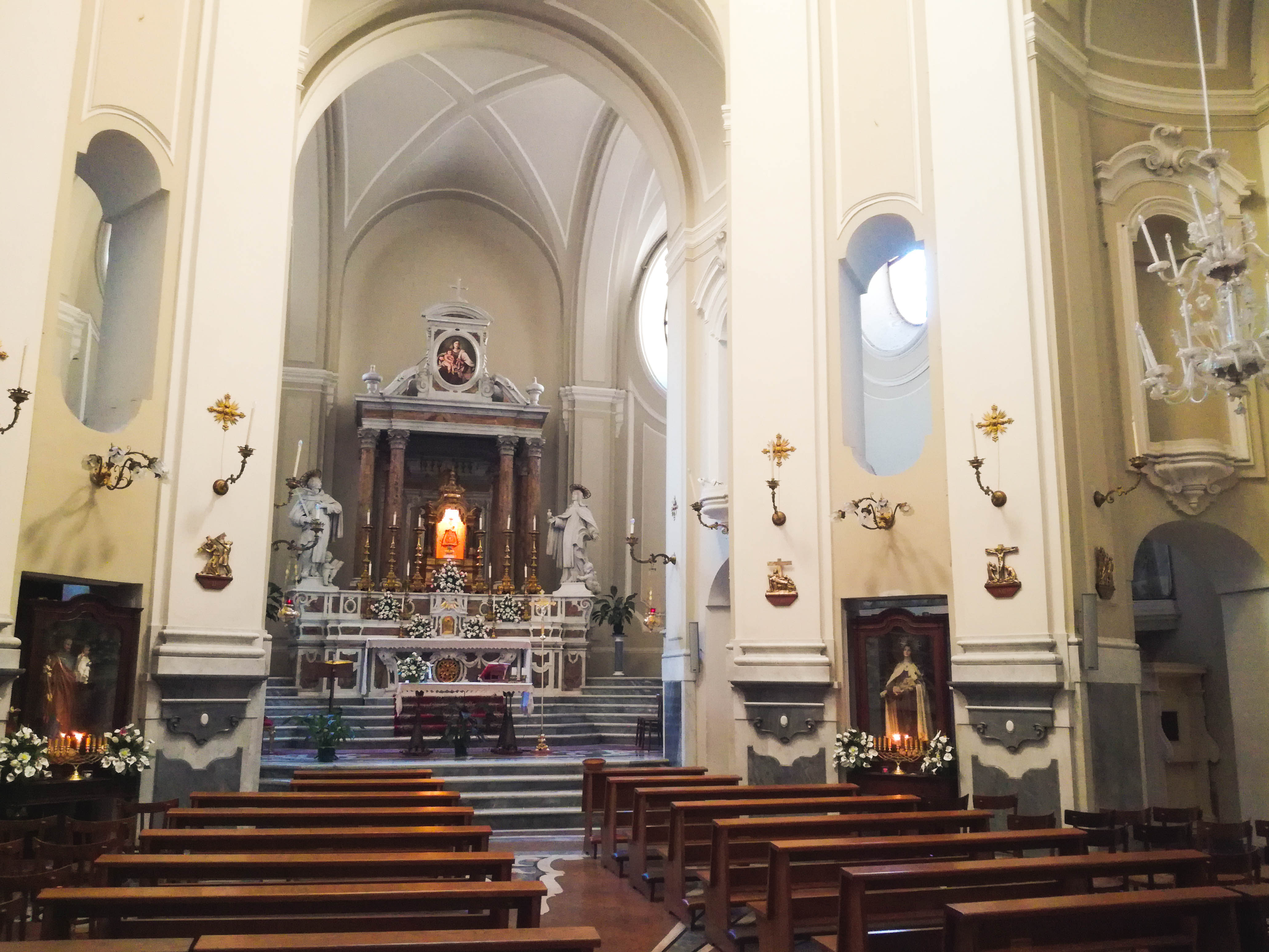
Vue du maître-autel.

L'église est bâtie en 1746 par les « nobles sœurs thérésiennes » (nobili sorelle teresiane), c'est-à-dire par les carmélites, ayant quitté leur couvent de San Giuseppe a Pontecorvo. Elles font donc construire un nouveau couvent pour vivre dans la clôture.
L'église donne sur la calata San Francesco, voie reliant depuis des temps immémoriaux le bord de mer aux collines. Les travaux sont facilités par des dons de Charles VII. Elle est dessinée par Domenico Antonio Vaccaro et présente des points communs avec d'autres édifices cultuels de Vaccaro, comme l'église Santa Maria della Concezione a Montecalvario.
Le couvent annexe a laissé la place à un hôpital et le cloître rococo est aujourd'hui en ruines.

## Description
La façade de l'église en retrait est harmonieuse avec ses pilastres et son portail flanqué de colonnes corinthiennes, surmonté d'un fronton à l'arc brisé.
L'intérieur est caractérisé par huit piliers puissants qui soutiennent une coupole. Le maître-autel de marbre est flanqué des statues des saints titulaires. On distingue un groupe sculpté de Manuele Pacheco datant de 1775 et deux tableaux de Giovanni Bonito.

## Illustrations

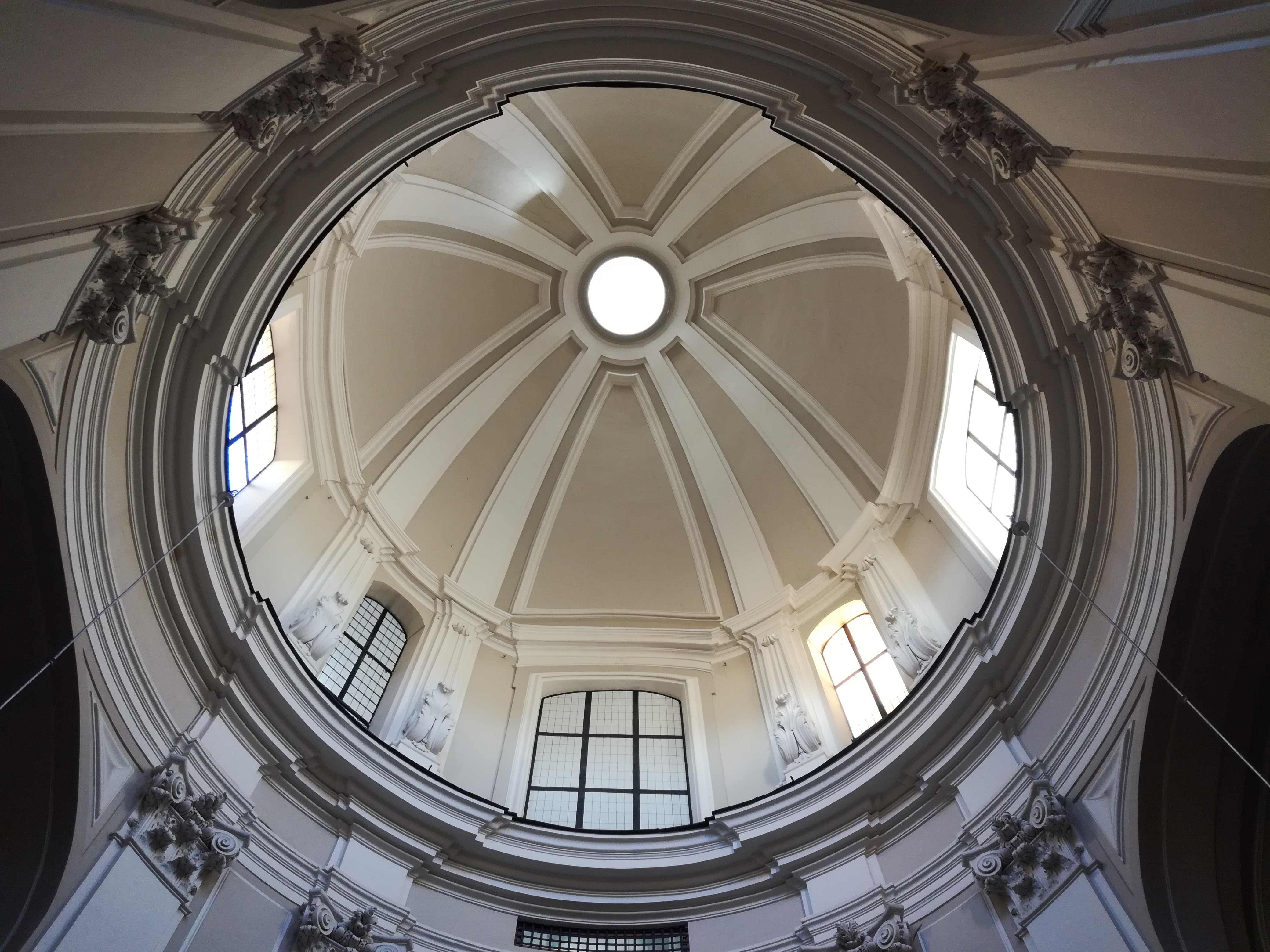
Vue de la coupole
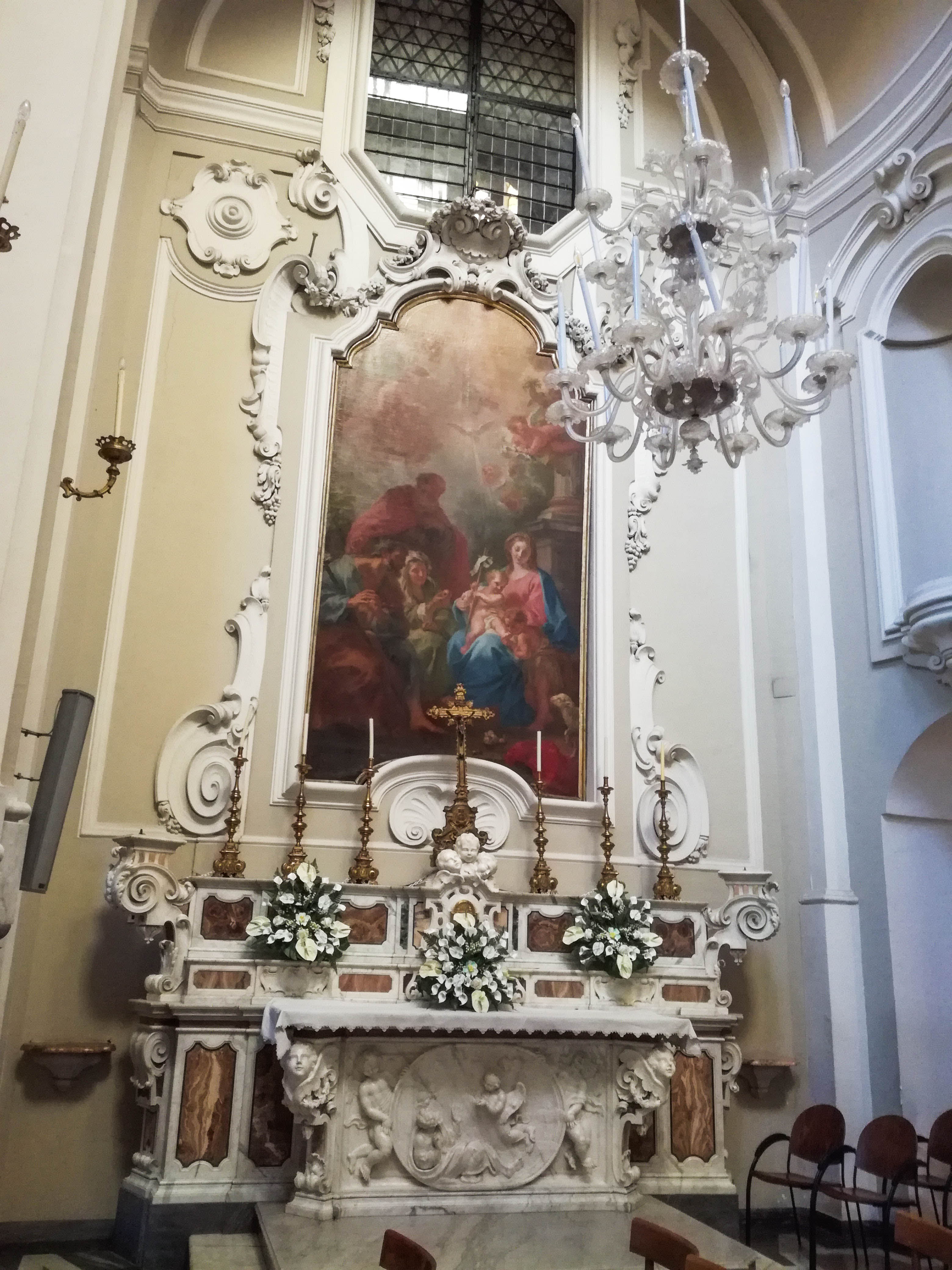
Un des autels latéraux
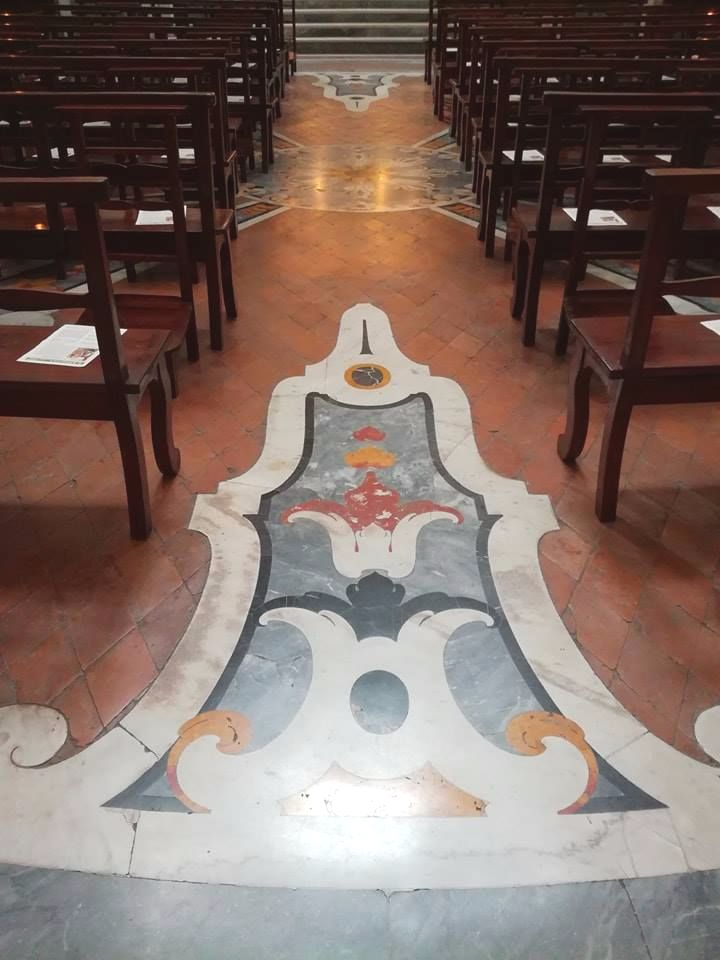
Détail du pavement
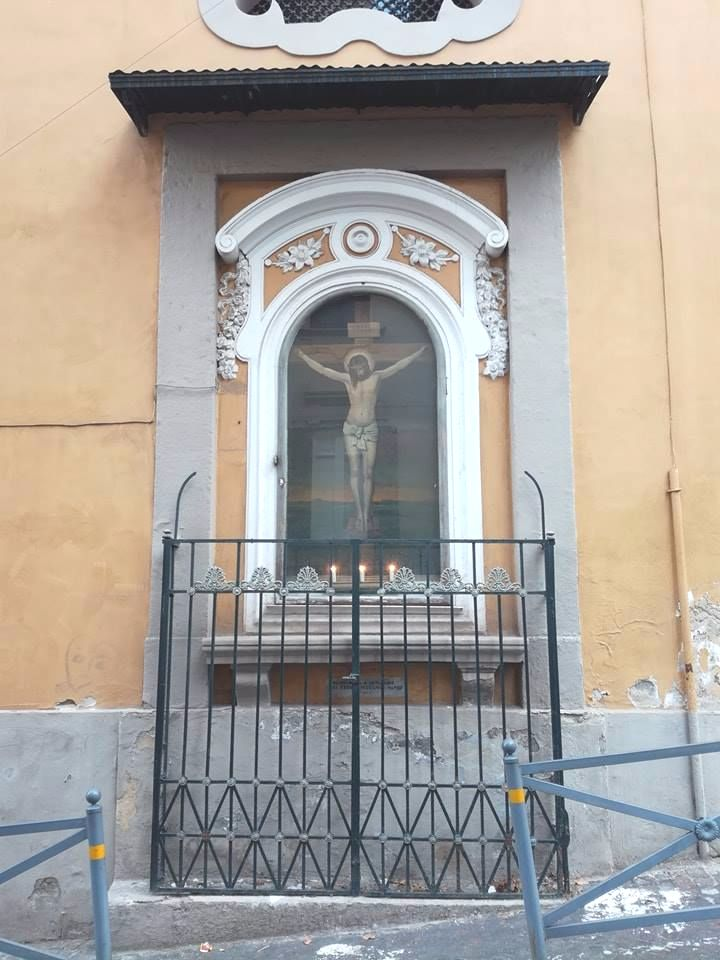
Oratoire à droite de la façade